# Joanna Olczak-Ronikier

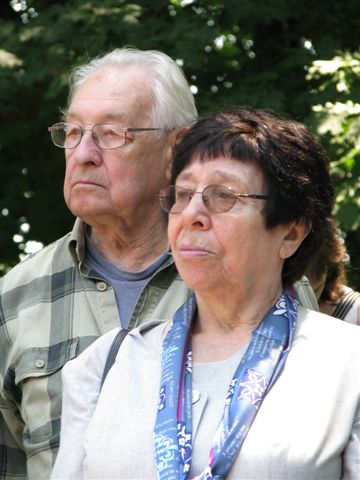
Andrzej Wajda und Joanna Olczak-Ronikier (2008)

Joanna Olczak-Ronikier (* 12. November 1934 in Warschau) ist eine polnische Dramatikerin, Prosaschriftstellerin und Drehbuchautorin.

## Leben
Während der deutschen Besetzung Polens tauchte Olczak-Ronikier mit ihrer Mutter und Großmutter in Podkowa Leśna, Żbikówek und Piastów unter und lebte anschließend bei ihren Schwestern in Warschau. Nach dem Zweiten Weltkrieg siedelte sie nach Krakau um, wo sie 1953 ein Jurastudium an der Jagiellonen-Universität begann. Ihr Studium unterbrach sie nach vier Jahren und arbeitete für das Kabarett Piwnica pod Baranami. 1956 heiratete sie Ludwig Zimmerer, mit dem sie nach Warschau umsiedelte. 1966 debütierte sie mit dem Drama Ja – Napoleon albo O potędze wyobraźni, das in der Zeitschrift Dialog veröffentlicht wurde. Nach ihrer Scheidung kehrte sie nach Krakau zurück, wo sie von 1981 bis 1983 die literarische Leitung des Bagatela-Theaters. Von 1989 bis 1989 arbeitete sie als literarische Leiterin am Volkstheater (Teatr Ludowy) in Nowa Huta.
Sie lebt in Krakau.

## Familie
Olczak-Ronikier ist die Tochter des Dichterin und Prosaschriftstellerin Hanna Mortkowicz-Olczakowa und Enkelin der Kinderbuchautorin und Übersetzerin Janina Mortkowicz und des Herausgebers Jakub Mortkowicz. Ihre Tochter aus erster Ehe ist Katarzyna Zimmerer.

## Publikationen

### Dramen
- Ja – Napoleon albo O potędze wyobraźni. Komedia w 3 aktach, 1966
- Wystawa ku czci Gabrieli Zapolskiej, 1977
- Z biegiem lat, z biegiem dni…, 1978 (Regie: Andrzej Wajda)
- Zapolska, 1978, zusammen mit Andrzej Józef Dąbrowski
- Ku czci Ambrożego Grabowskiego, 1979.
- Człowiek z marmuru – początek i koniec, 1989.
- Pokochaj mnie… Pierwszy w dziejach serial kabaretowy pod Nieznanym Jeszcze Tytułem, 1996
- Nocne tańce Wieczystego. Pierwszy w dziejach serial kabaretowy pod Nieznanym Jeszcze Tytułem. Odcinek drugi, 1997

### Drehbücher
- Z biegiem lat, z biegiem dni…, 1980 (Regie: Andrzej Wajda)
- Kredyt i debet. Andrzej Wajda o sobie, 1999

### Prosa
- Piwnica pod Baranami, 1986
- Piwnica pod Baranami, czyli Koncert ambitnych samouków, 1994
- Piotr, 1998, zusammen mit Jolanta Drużyńska
- W ogrodzie pamięci, 2001
  - Im Garten der Erinnerung. Eine europäische Jahrhundertfamilie. Übersetzt von Karin Wolff. Aufbau-Verlag, Berlin 2006, ISBN 3-351-02640-4.
- Korczak. Próba biografii, 2011
- Wtedy. O powojennym Krakowie, 2015

## Auszeichnungen (Auswahl)
- 2002: Nike-Literaturpreis für W ogrodzie pamięci